# Керлеут (Красноперекопский район)
Керлеу́т (укр. Керлеут, крымскотат. Kerlevüt, Керлевют) — исчезнувшее село в Красноперекопском районе Республики Крым, располагавшееся на севере района, на перешейке между Кирлеутским и Айгульским озёрами, в 6 километрах северо-западнее села Новоалександровка.

### Динамика численности населения
- 1805 год — 109 чел.[5]
- 1864 год — 4 чел.[6]
- 1915 год — 18/5 чел.[7][8]
- 1926 год — 29 чел.[9]

## История
Первое документальное упоминание села встречается в Камеральном Описании Крыма… 1784 года, судя по которому, в последний период Крымского ханства Кирлеут, входил в Кырп Баул кадылык Перекопского каймаканства. После присоединения Крыма к России (8) 19 апреля 1783 года, (8) 19 февраля 1784 года, именным указом Екатерины II сенату, на территории бывшего Крымского Ханства была образована Таврическая область и деревни были приписаны к Перекопскому уезду. После Павловских реформ, с 1796 по 1802 год, входили в Перекопский уезд Новороссийской губернии. По новому административному делению, после создания 8 (20) октября 1802 года Таврической губернии, Керлеут был включён в состав Джанайской волости Перекопского уезда.
По Ведомости о всех селениях в Перекопском уезде состоящих с показанием в которой волости сколько числом дворов и душ… от 21 октября 1805 года, в деревне Керлеут числилось 13 дворов и 108 жителей, в том числе 90 крымских татар, 17 цыган и 1 ясыр, а земля принадлежала жителям деревни, мечети и поручику Ивану Каракашу. На военно-топографической карте 1817 года деревня Кирлеут обозначена с 15 дворами. После реформы волостного деления 1829 года деревни, согласно «Ведомости о казённых волостях Таврической губернии 1829 года», остались в составе Джанайской волости. На карте 1836 года в деревне 11 дворов. Затем, видимо, в результате эмиграции крымских татар, деревня заметно опустела и на карте 1842 года Керлеут обозначен условным знаком «малая деревня», то есть, менее 5 дворов.
В 1860-х годах, после земской реформы Александра II, деревню приписали к Ишуньской волости. В «Списке населённых мест Таврической губернии по сведениям 1864 года», составленном по результатам VIII ревизии 1864 года, Керлеут-Чокрак — владельческий хутор, с 1 двором и 4 жителями при соляном озере Кирлеутским. Согласно «Памятной книжке Таврической губернии за 1867 год», деревня была покинута жителями в 1860—1864 годах, в результате эмиграции крымских татар, особенно массовой после Крымской войны 1853—1856 годов, в Турцию и оставалась в развалинах.
Вновь, в доступных источниках название встречается в Статистическом справочнике Таврической губернии 1915 года, согласно которому на хуторе Керлеут Воинской волости Перекопского уезда числилось 3 двора с русским населением в количестве 18 человек приписных жителей и 5 «посторонних», из которых 11 мужчин и 12 женщин. О владении землёй сведений нет, в хозяйствах имелось 12 лошадей.
После установления в Крыму Советской власти, по постановлению Крымревкома от 8 января 1921 года № 206 «Об изменении административных границ» была упразднена волостная система, Перекопский уезд переименовали в Джанкойский, в котором был образован Ишуньский район, в состав которого включили село, а в 1922 году уезды получили название округов. 11 октября 1923 года, согласно постановлению ВЦИК, в административное деление Крымской АССР были внесены изменения, в результате которых округа были отменены, Ишуньский район упразднён и село вошло в состав Джанкойского района. Согласно Списку населённых пунктов Крымской АССР по Всесоюзной переписи 17 декабря 1926 года, на хуторе Керлеут, Ново-Александровского сельсовета Джанкойского района, числилось 6 дворов, все крестьянские, население составляло 29 человек. В национальном отношении учтено: 23 русских, 5 украинцев, 1 записан в графе «прочие». В последний раз селение встречается на карте 1931 года. На подробной карте северного Крыма 1940 года на месте селения лбозначен сад и развалины.